# 贾陶
贾陶（1909年—1976年），中国人民解放军将领、中国人民解放军开国少将。
曾任中国人民解放军沈阳军区炮兵副司令员兼炮兵学校校长。1955年，授予中国人民解放军少将。